# رافاييل ريس
رافاييل ريس (بالبرتغالية: Rafael Reis‏) هو دراج برتغالي، ولد في 15 يوليو 1992 في سيتوبال في البرتغال.

## وصلات خارجية
- رافاييل ريس على موقع الاتحاد الدولي للدراجات (الإنجليزية)
- رافاييل ريس على موقع أرشيف الدراجات (الإنجليزية)
- رافاييل ريس على موقع إحصائيات الدراجات الإحترافية (الإنجليزية)
- رافاييل ريس على موقع نسبة الدراجات (الإنجليزية)
- رافاييل ريس على موقع أوليمبيديا (الإنجليزية)